# Antoine Kina
Antoine Sylvain T. Kina (13 februari 1996) is een Belgisch hockeyer. 

## Levensloop
Kina is actief bij La Gantoise.
In 2018 won Kina met de Belgische ploeg de wereldtitel door in de finale Nederland te verslaan.
Tijdens de Olympische Spelen 2020 won Kina met de Belgische ploeg de gouden medaille.
Zijn vader Pascal Kina was eveneens actief in het hockey.